# Cour constitutionnelle (Colombie)
Pour les articles homonymes, voir Cour constitutionnelle.
Ne doit pas être confondu avec Cour suprême de justice (Colombie).
La Cour constitutionnelle (espagnol : Corte Constitucional) est la plus haute autorité judiciaire de Colombie. Elle est chargée du contrôle de constitutionnalité et du contrôle de conventionalité.
Elle siège au Palais de justice de Colombie, sur la Plaza de Bolívar, à Bogota.

## Fonctions
Selon l'article 241 de la constitution colombienne, ses fonctions sont :
1. de trancher à propos de demandes d'inconstitutionnalité faites par les citoyens à propos des changements constitutionnels ;
2. de décider de la constitutionnalité d'un référendum national ou d'une assemblée constituante en vue de réformer la constitution ;
3. de décider de la constitutionnalité des référendums nationaux sur les lois, des consultations populaires et des plébiscites ;
4. de trancher à propos de demandes d'inconstitutionnalité faites par les citoyens à propos des décrets ayant force de loi émis par le gouvernement ;
5. de trancher à propos de demandes d'inconstitutionnalité faites par les citoyens à propos des lois ;
6. de décider à propos d'absences inexcusées des personnes requises pour enquêter pour une des commissions du Congrès de la République de Colombie ;
7. de décider de la constitutionnalité des décrets législatifs pris par le gouvernement durant un état d'exception ;
8. de trancher à propos de l'inconstitutionnalité des projets de loi que le gouvernement a rejeté sous le prétexte d'inconstitutionnalité et des projets de lois statutaires ;
9. de vérifier les actions judiciaires en rapport avec l'acción de tutela ;
10. de vérifier l'équilibre des traités internationaux et des lois qui en découlent.

## Magistrats

### Nominations
La Cour constitutionnelle de Colombie est formée de 9 magistrats élus par le Sénat de la République de Colombie pour des périodes individuelles pouvant aller de 2 à 8 ans. Les candidats sont proposés par le président de la République, la Cour suprême et le Conseil d’État (chaque institution propose 3 candidats).

### Magistrats actuels
PrésidentJuan Carlos Henao Pérez
Vice-présidentGabriel Eduardo Mendoza Martelo
- María Victoria Calle Correa (en)
- Mauricio González Cuervo
- Nilson Pinilla Pinilla
- Jorge Iván Palacio Palacio
- Jorge Ignacio Pretelt Chaljub
- Humberto Antonio Sierra Porto
- Luis Ernesto Vargas Silva